# Wijwaterkwast
Een wijwaterkwast (Lat.: aspergillum) is een kwast waarmee in de liturgie van de Rooms-Katholieke Kerk wijwater wordt gesprenkeld door een priester. De kwast wordt daartoe in een wijwateremmer gedoopt, die vaak van messing is. Bij Romeinse offerriten werd een lauriertakje gebruikt als wijwaterkwast.

## Herkomst van de naam
De naam is afgeleid van de zin Asperges me hyssopo . . . hetgeen betekent Ontzondig mij met hysop, dan ben ik rein.
(De vertaling van de Gregoriaanse tekst luidt eerder: "Besprenkel mij met hysop, en ik zal reingewassen zijn")

## Uitvoeringen

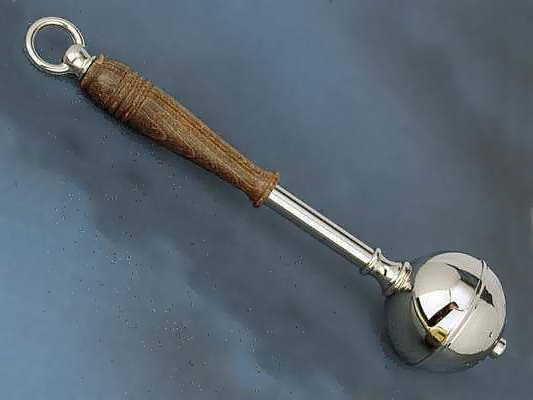
Aspergil

Naast de gewone wijwaterkwast (met houten of metalen steel) bestaat er ook de zogenaamde aspergil, een metalen staaf met een hol metalen bolletje met gaatjes waarin een sponsje zit. De aspergil bestaat ook in de uitvoering van de zaksprenkelaar (kan worden gevuld met wijwater, kan in de binnenzak worden meegenomen, en kan open en dicht worden gedraaid).

## Attribuut

Wijwaterkwast afgebeeld op een glas-in-loodraam.van Otto Mengelberg (1917). Collectie Museum Catharijneconvent.

De wijwaterkwast is in de beeldende kunst het attribuut van Benedictus en Marta, die een draak vertrapt.